# Dornspötter
Der Dornspötter (Hippolais languida) ist ein Singvogel aus der Gattung der Spötter (Hippolais) innerhalb der Familie der Rohrsängerartigen (Acrocephalidae). Er ist ein Brutvogel in warmen und trockenen Habitaten Vorder- und Zentralasiens, der in Ostafrika überwintert.
Das Artepitheton leitet sich von lateinisch languidus ab, was „schwach“ oder „matt“ bedeutet.

## Beschreibung

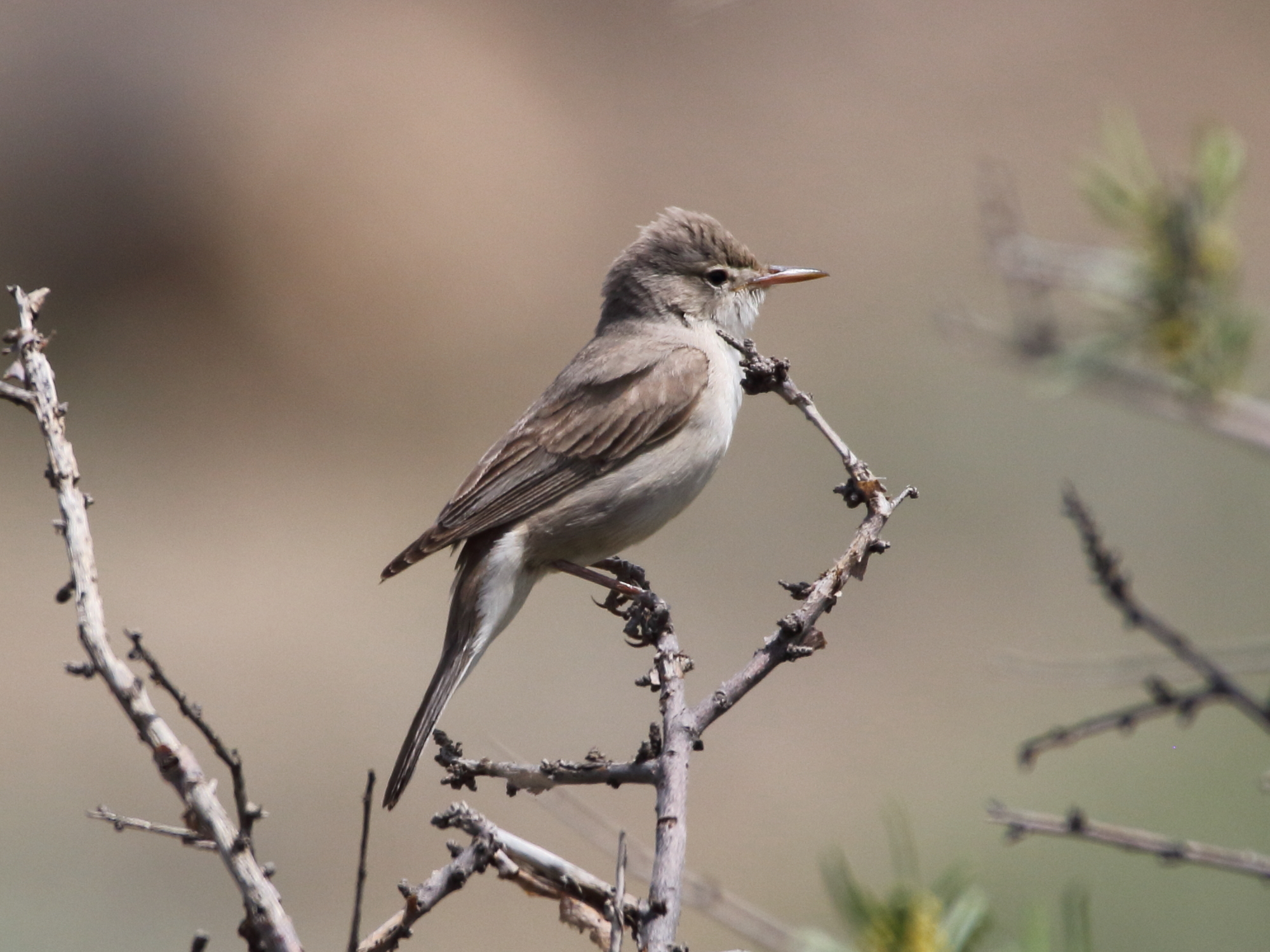
Dornspötter in Armenien

### Aussehen
Mit einer Größe von etwa 14 cm und einem Gewicht von 9,5 bis 17 g, meist 10,5 bis 13,5 g ist dieser blass graubraune Vogel ein mittelgroßer, durch den langen, klobigen Schwanz stämmig erscheinender Spötter. Es besteht kein Sexualdimorphismus.
Der verhältnismäßig lange, oberseits schwärzlich oder dunkelgrau-hornfarben und unterseits blassgelb oder -rosa gefärbte Schnabel ist recht dünn, weist aber eine breite Basis und konkave Seiten auf. An der Spitze ist er leicht nach unten gebogen. Der Vogel hat einen deutlichen, gräulichweißen Überaugenstreif, der von der Schnabelbasis bis hinter das Auge mit der dunkelbraunen, oft leicht rötlichen Iris reicht und dort mit einem dünnen Augenring verschmilzt. Die Zügel sind etwas dunkler blassgrau und bilden so einen Kontrast zum Überaugenstreif. Manchmal besteht auch hinter dem Auge ein undeutlicher, dunkler Augenstreif. Die Ohrdecken sind graubraun und weisen einen fließenden Übergang zu den blasseren, gräulich-lederfarbenen Wangen auf. Auf dem Vorder- und Oberkopf bis zum Nacken befindet sich eine helle bräunlichgraue Färbung, die sich auf der gesamten Oberseite fortsetzt, wobei der Bürzel und die Oberschwanzdecken meist leicht sand- oder ockerfarben getönt sind. Der relativ lange Schwanz ist an seiner Basis braungrau und wird zur Spitze hin immer dunkler, wo er eine schwärzlichbraune Färbung annimmt. Die äußeren Schwanzfedern (S5 und S6) haben schmale, weißliche Federsäume, die an der Spitze besonders deutlich sind, wobei diese Federumrandung zu den inneren Schwanzfedern hin immer undeutlicher wird und in der Mitte (S1 und S2) gar nicht mehr festzustellen ist. Die gesamte Unterseite einschließlich Kinn und Kehle ist von weißer Farbe mit gräulichem Anflug. Auf den Brustseiten, Flanken und Unterschwanzdecken ist eine deutlichere gräulich-gelbbraune Tönung auszumachen. Die Randdecken und mittleren Armdecken sind hell bräunlichgrau. Die großen Armdecken und Schirmfedern sind dunkelgraubraun und weisen breite, hellgraubraune Federsäume auf. Die Handdecken sowie die Alula sind dunkelgraubraun mit dünnen gräulich-lederfarbenen Federsäumen. Die Schwungfedern sind dunkelgraubraun bis schwärzlich braun mit blassen sandgrauen bis gräulichweißen Rändern und Spitzen. Durch die breiteren Federsäume der inneren Armschwingen und der äußeren zwei Schirmfedern wird ein deutliches, blasses Flügelfeld erzeugt. Beim geschlossenen Flügel liegt die Flügelspitze bei der dritten bis vierten Handschwinge. Die eher stämmigen Beine und die Füße sind grau bis gräulichbraun mit rosafarbenem Anflug, die kleinen Krallen sind bräunlichgrau.
Jungvögel haben im Vergleich zu adulten Vögeln eine blassere und dumpfere Oberseite, einen helleren Überaugenstreif, eine hellere Unterseite, bräunlichere und dumpfere Schwung- und Schwanzfedern und meist keine hellen Federsäume bei den Armschwingen und Schwanzfedern.

### Artabgrenzung
Es besteht eine Verwechslungsgefahr zum Olivenspötter (Hippolais olivetorum), zum Blassspötter ssp. elaeica (Iduna pallida elaeica), zum Steppenspötter (Iduna rama) und zum Buschspötter (Iduna caligata), deren Verbreitungsgebiet – zumindest auf dem Durchzug oder in den Winterquartieren – sich mit dem des Dornspötters überlappt.
Vom Olivenspötter unterscheidet er sich durch die geringere Größe, den stämmigeren Körperbau, den kürzeren Schnabel, den runderen Vorderkopf und die kürzere Handschwingenprojektion. Außerdem ist der Olivenspötter oberseits und auf den Wangen dunkler gefärbt, sein Überaugenstreif ist kürzer und undeutlicher, vor dem Auge ist eher dunkler Fleck als ein Zügelstreif, der Unterschnabel ist mehr orangegelb und die dunkelgrauen Beine sind dicker. Ein weiteres Unterscheidungsmerkmal liegt im Gesang: Das Strophenende ist beim Olivenspötter deutlich langsamer, rauer und rhythmischer.
Zur Unterscheidung vom Blassspötter ssp. elaeica beachte man dessen deutlich geringere Größe, den schlankeren Körperbau, insbesondere den kürzeren, dünneren sowie unterseits gelblich-rosafarbenen Schnabel und den kürzeren, schmaleren sowie helleren Schwanz, außerdem die kürzere Handschwingenprojektion, die bräunlichere Oberseite, den stärkeren Kontrast zwischen den dunkleren Wangen und der helleren Kehle und ein schwächeres, lederfarbeneres Flügelfeld. Weitere Unterschiede liegen in der Verhaltensweise: Der Blassspötter ist ständig in dichter Vegetation in Bewegung und schlägt regelmäßig mit dem Schwanz, was jedes Mal von einem tac-Ruf begleitet wird, wohingegen sich der Dornspötter etwas bedächtiger bewegt, andere sowie langsamere Schwanzbewegungen ausführt (siehe Verhalten) und häufiger außerhalb von Büschen oder Bäumen auf freien Ansitzen oder am Boden zu beobachten ist. Außerdem kann man die beiden Arten anhand ihres Gesangs leicht unterscheiden, da sich der wellenförmig verlaufende, schnatternde Gesang des Blassspötters leicht von dem des Olivenspötters abgrenzen lässt (siehe Stimme).
Steppen- und Buschspötter sind zwei deutlich kleinere Arten, deren Oberseite viel bräunlicher gefärbt ist. Ferner haben sie einen viel kleineren, dünneren Schnabel, eine kürzere Handschwingenprojektion und einen schmaleren Schwanz, mit dem sie nie zucken oder wippen. Während der Steppenspötter meist einen eher langen Schwanz hat und damit dem Dornspötter ähnelt, ist der des Buschspötters relativ kurz, weswegen die Schwanzlänge nur für letztere Art ein mehr oder weniger verlässliches Merkmal bildet.

### Stimme
Der lebhafte Gesang besteht aus schnellen, abwechselnd kratzenden und melodiösen Trillern mit einem fließenden Abschluss, der den Eindruck einer Grasmücke (Sylvia), beispielsweise der Dorngrasmücke (S. communis) oder der Tamariskengrasmücke (S. mystacea), erweckt, sich von diesen aber durch den melodiöseren und weniger kratzenden Klang unterscheidet. Die Gesangsfrequenz variiert zwischen 1 und 7 kHz. Die Strophen bestehen aus Aneinanderreihungen von 2–3 s langen Phrasen und sind durchschnittlich 10–15 s lang, manchmal auch über 30 s; sie werden von 5–10 s langen Pausen unterteilt. Häufig folgt der Gesang auf zuvor abgegebene Rufe oder wird von ihnen gefolgt. Der häufigste Ruf sind ein leises, trockenes, besonders auf dem Zug und in den Winterquartieren zu hörendes „tac“ oder „tuc“, das dem Klang des Zusammenschlagens zweier Steine ähnelt und im Normalfall nur sporadisch abgegeben wird, bei aufgeregten Individuen jedoch auch bis zu viermal pro Sekunde. Der Alarmruf ist ein scharfes, würgerähnliches „charrrr“.

### Verhalten
Der Dornspötter ist außerhalb der Brutzeit meist allein oder paarweise anzutreffen, auf dem Zug treten auch etwas größere Gruppen von fünf bis 10 Individuen auf. Sowohl in den Brutgebieten als auch in den Winterquartieren ist er ein territorialer Vogel. Er ist in der Brutzeit und auf dem Zug ein recht unerschrockener und zutraulicher Vogel, in den Überwinterungsgebieten ist er hingegen scheuer und lebt zurückgezogener. Die Nahrungssuche erfolgt in Büschen, wobei er Insekten von Zweigen aufsammelt, unter Büschen auf steinigem Untergrund, wobei er oft schmätzerähnlich umherhüpft, oder fliegenschnäpperähnlich von einem Ansitz aus im Flug. Seine Bewegungen sind bedächtig und auf dem Zug sowie im Winter wippt er – ähnlich wie beim Neuntöter (Lanius collurio) – häufig mit dem Schwanz von oben nach unten oder von Seite zu Seite, allerdings mit einer Frequenz von etwa einmal pro Sekunde eher langsam; außerdem fächert er seinen Schwanz dabei oft auf. Ferner zuckt er oft mit den Flügeln oder bewegt sie abwechselnd seitwärts oder nach oben. Bei Aufregung stellt er seine Kopffedern auf, sodass sich auf dem Oberkopf eine Erhebung bildet. Der Flug ist niedrig, zielgerichtet und horizontal; vor der Landung gleitet er oft das letzte Stück und stellt dabei seinen Schwanz leicht auf. In den letzten Aufenthaltsmonaten in den Winterquartieren, also im Februar und März, und zu Beginn der Brutsaison singen Männchen fast den ganzen Tag lang von einem Ansitz auf der Seite oder Spitze eines Busches oder Felsens oder seltener aus dichter Vegetation heraus, dabei ist ihre Körperhaltung aufrecht. Manchmal vollführen sie einen Singflug, wobei sie erst von einem erhöhten Punkt mit langsamen Flügelschlägen aufsteigen, um dann – ähnlich wie beim Grünfink (Chloris chloris) – mit angehobenen Flügeln wieder herabzugleiten. Bei starkem Wind segeln singende Männchen oft minutenlang dicht über einem Felsen in der Luft und werden vom Aufwind hoch- und wieder heruntergedrückt, wobei sie durchgehend singen.

## Verbreitung und Wanderungen

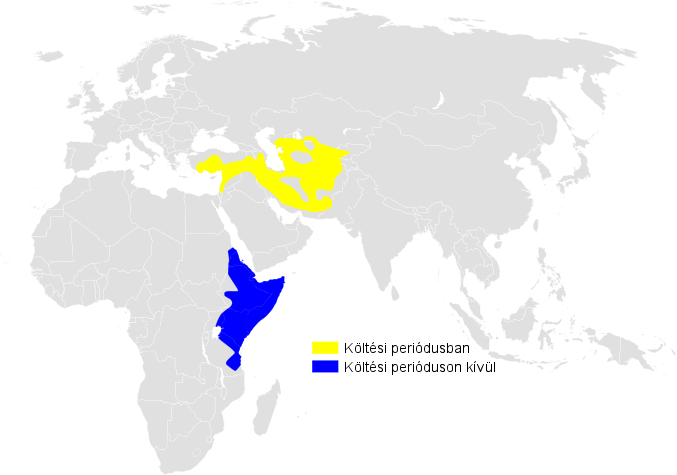
Verbreitung des Dornspötters:
Brutgebiete
Überwinterungsgebiete

Der Dornspötter brütet in der Türkei vom Taurusgebirge über die Provinz Gaziantep bis zu südöstlichen Türkei an der Grenze zum Irak und Iran. Das Brutgebiet setzt sich in östlicher Richtung über Südarmenien, Südost-Aserbaidschan und den nahezu gesamten Iran bis in den Westen Belutschistans fort, wo es den Südwesten Pakistans erreicht. Weiter nördlich bestehen Brutareale in ganz Turkmenistan, in Usbekistan vom Aralsee bis zur Kysylkum, in Nordost-Afghanistan, in Westtadschikistan an den Füßen des Pamirs und in Kasachstan von der Ostküste des Kaspischen Meeres über das nördliche Aralsee-Ufer, die Gegend um Schymkent bis zu den Füßen des Tian Shan. Außerdem kommt die Art als Brutvogel vermutlich in Syrien sowie gesichert im Libanon, in Nordost-Israel und in Westjordanien vor. In der Türkei ist der Dornspötter ein lokaler und seltener Brutvogel, in den anderen Teilen des Brutareals ein häufiger bis sehr häufiger.
Der Dornspötter ist ein Zugvogel, der im Winter ein eher kleines Gebiet in Ostafrika bewohnt. Am häufigsten ist er in Südsomalia sowie Ost- und Südost-Kenia. Seltener ist er auch in Südäthiopien, Nordkenia, im äußersten Nordosten Tansanias und in Südost-Uganda zu beobachten. Er verlässt seine Brutgebiete im Normalfall zwischen Juli und September und trifft in seinen Winterquartieren von Mitte November bis Anfang Januar ein. Die Rückkehr in die Brutgebiete beginnt im März, wobei die Vögel vorwiegend im April oder Mai ihre Brutareale erreichen. Auf dem Herbst- sowie Frühjahrszug ist die Art im Ostiran, im Osten und Süden der Arabischen Halbinsel, insbesondere im Oman und nördlichen Jemen, außerdem in Eritrea, Somalia und Zentraläthiopien anzutreffen.
Der bislang (Stand: 2010) einzige Nachweis eines Dornspötters in Europa gelang am 24. Mai 1998, als in Istanbul ein singendes Männchen beobachtet wurde.

## Lebensraum
Der Dornspötter bewohnt warme, trockene Habitate, die meist höher als die von Blass- (Iduna pallida) und Steppenspötter (Iduna rama) gelegen sind, wie beispielsweise Halbwüsten mit Sanddünen, felsige Berghänge, tiefe, gewundene Täler und Schluchten, lichte Wälder sowie Obst- und Weingärten, die von Wüste umschlossen sind (Oasen). Die bevorzugte Vegetation besteht aus vereinzelten Büschen, zum Beispiel Tamarisken (Tamarix), Prunus jacquemontii, Saxaul (Haloxylon ammodendron), Artemisia sowie anderen Dornbüschen und Gestrüppdickichten. Dabei brütet er in Höhenlagen von bis zu 2400 m. Auf dem Zug und in den Überwinterungsgebieten bewohnt er ebenfalls heiße, trockene Gebiete, allerdings meist unter 1200 m, seltener auf bis zu 1600 m. Dort kommt er beispielsweise in Habitaten mit vereinzelten Büschen, Dickichten und niedrigen Akazien (Acacieae) vor, wobei er auf letztere im Gegensatz zum Blassspötter nicht angewiesen ist. Überdies wurde er in Commiphora-Wäldern beobachtet.

## Fortpflanzung

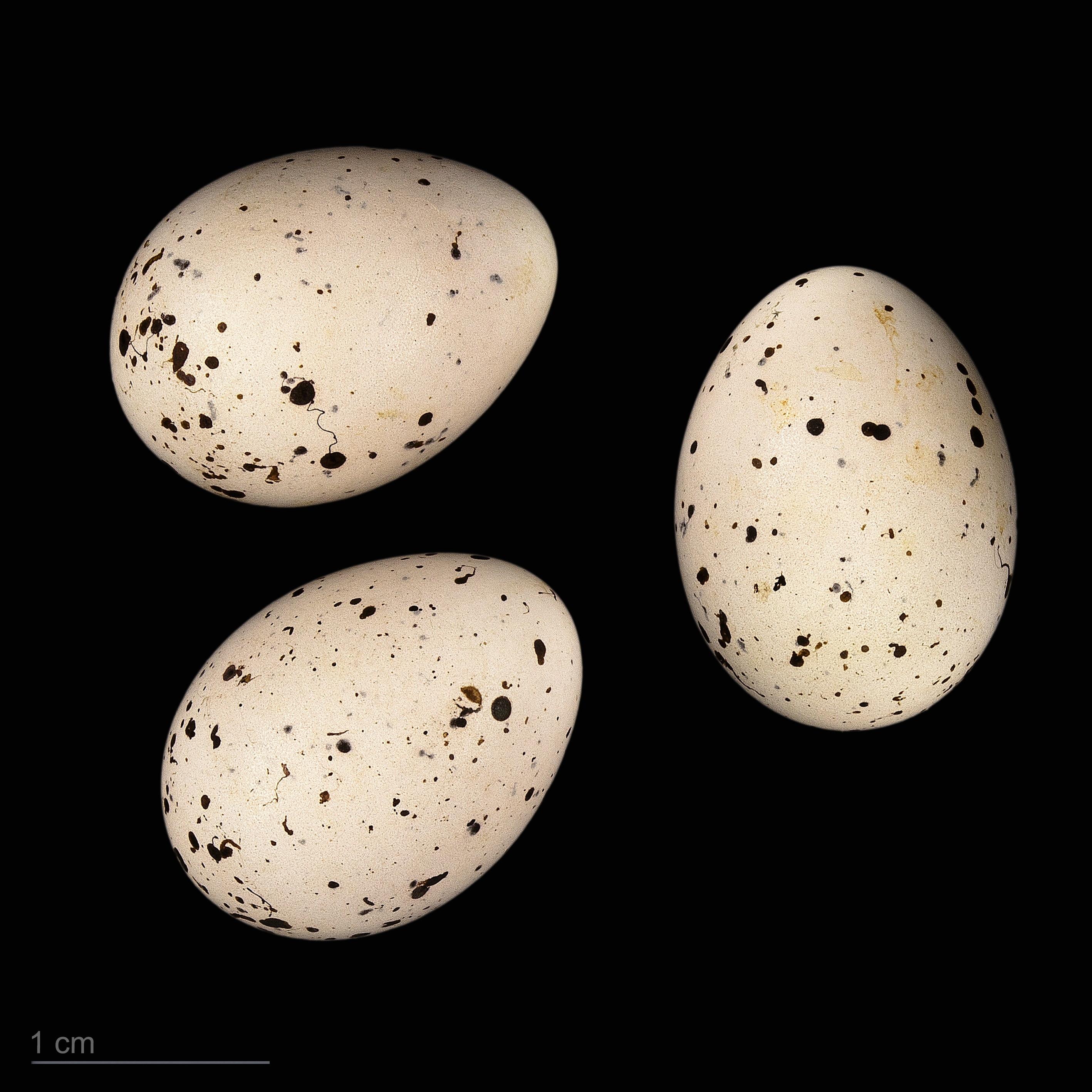
Hippolais languida, Sammlung Museum von Toulouse

Zwar ist der Dornspötter ein territorialer Vogel, jedoch brüten häufig mehrere Paare in großer Nähe zueinander. Die Brutzeit dauert von Mitte Mai bis Juni und es gibt im Normalfall nur eine Jahresbrut, außer es müssen Eier ersetzt werden. Das Nest ist eine unordentliche Ansammlung von kleinen Zweigen und Halmen, in dessen Mitte eine becherförmige Kuhle aus Halmen, Stängeln, weiteren Pflanzenteilen, Spinnweben und Eierschalen errichtet und mit dünnen Grashalmen und Tierhaaren ausgelegt wird. Es liegt in Astgabeln von Büschen oder kleinen Bäumen wie beispielsweise von Pistazien (Pistacia), Eichen (Quercus) oder Pfirsich (Prunus persica) in Höhen von meist 0,5–2,5 m über dem Boden. Die 3–5 Eier werden vom Weibchen ca. 12 Tage lang ausgebrütet. Die geschlüpften Jungvögel werden von beiden Elternteilen gefüttert und werden nach 11–12 Tagen flügge.

## Systematik und Taxonomie
Die Art wurde von Friedrich Wilhelm Hemprich und Christian Gottfried Ehrenberg im Jahr 1833 als Curruca languida erstbeschrieben. Später wurde sie in die Gattung der Spötter (Hippolais) transferiert. Der Dornspötter wird meist als monotypisch betrachtet. Eine von Nikolai Alexejewitsch Sewerzow beschriebene zentralasiatische Unterart H. l. magnirostris, die sich durch die blassere und sandfarbenere Oberseite auszeichnet, wird nicht anerkannt, da die Unterschiede zur Nominatform sehr gering sind und nicht bei allen Vögeln auftreten.

## Gefährdungssituation und Bestand
Die Art wird wegen des großen Verbreitungsgebietes von etwa 3.890.000 km² und der stabilen Bestände von etwa 180.000 bis 490.000 adulten Individuen in der Roten Liste der IUCN als nicht gefährdet (Least Concern) eingestuft. Der türkische Brutbestand beläuft sich auf etwa 13.500 bis 36.600 Paare und macht somit etwa 15 % des globalen Bestands aus. Es sind zumindest für die türkischen Populationen keine Bedrohungen bekannt.